# عمر القادري
الشيخ عمر القادري  هو داعية إسلامي ولد لعائلة علمية سنية في باكستان. والده هو عالم مسلم سني حضرة مولانا مهر علي القادري، الذي وصل في أواخر السبعينات في لاهاي،هولندا، ليكون بمثابة إمام. القادري رئيس مجلس السلام والتكامل الإسلامي الايرلندي، وهي هيئة إسلامية تمثيلية وطنية لها وجود في دبلن وكورك وأثلون وبلفاست.

## الحياة في أيرلندا
انتقل القادري إلى أيرلندا في عام 2004 بعد أن أكمل دراساته الدينية من الجامعة الإسلامية منهاج القرآن في باكستان. وفي عام 2008 أسس مركز المصطفى الإسلامي الثقافي في دبلن.
وقد سافر القادري في جميع أنحاء أيرلندا والمملكة المتحدة ودول غربية أخرى لإلقاء محاضرات عن الإسلام في المراكز الإسلامية والمساجد والكليات والجامعات. كما تظهر محاضراته على قناة الأمة .
يمثل القادري الجالية الإسلامية في أيرلندا في مختلف الهيئات والمنظمات الحكومية وغير الحكومية، منها مجلس الأئمة الأيرلنديين. تم تعيينه في يونيو 2013 كسكرتير لشبكة فنغال العرقية وعمل فيها حتى 2014. 
يكتب محمد عمر القادري من حين لآخر حول الشؤون المتعلقة بالإسلام في الصحف الأيرلندية وخاصة الأيرلندية تايمز. 

## المحاضرات ووسائل الإعلام
ألقى عمر القادري العديد من المحاضرات الإسلامية على القنوات الإعلامية الشعبية مثل: قناة الأمة، وآرتي كيو تي في، ونور تي في، وتلفزيون المنهاج. وسلسلة برامج حديثة «أصدقاء الله» على ARY Qtv.

## العلاقات بين الأديان
القادري يؤمن إيمانا راسخا بالعلاقات بين الأديان. وكعالم مسلم سني، فقد حضر العديد من التجمعات والفعاليات الإسلامية  الشيعية كضيف رئيسي. في المركز الإسلامي الذي أنشأه، ودعا أيضًا الزعيم الشيعي الأيرلندي، الشيخ الدكتور علي صالح. تحدث الشيخ محمد عمر القادري في العديد من المناسبات بين الأديان.

كما أدان القادري اضطهاد المسيحيين في بعض الدول الإسلامية وألقى باللائمة على الجهل بالتعاليم الإسلامية إلى جانب المخالفين.

## تكامل
يعزز القادري تكامل المسلمين في أيرلندا وتحدث في العديد من المنابر العامة وشدد على أهمية التكامل. ذكر محمد عمر القادري في برقيات ويكيليكس الأمريكية باعتبارها واحدة من عدد قليل من المسلمين الذين يدعون إلى الاندماج في أيرلندا.

## جهود مكافحة التطرف
تحدث القادري ضد التطرف بين المسلمين، ويعتقد أنه من مسؤوليته كمسلم أن يساهم في مجتمع سلمي وأن يحارب التطرف. وقد أطلق موقع مكافحة التشريد www.jihad.info لتعزيز المفهوم الحقيقي للجهاد ومنع الشباب المسلم من التطرف.  تم إطلاقه في معهد وترفورد للتكنولوجيا يوم الخميس 22 يناير 2015 حيث ألقى محاضرة عن الإسلام والجهاد والإرهاب. 
القادري تقليدي، ويعتبر آراء المتطرفين مثل القاعدة غير شرعية. وهو يندد بفشل المتطرفين في التمسك بالقوانين الكلاسيكية للشريعة الإسلامية واللاهوت، ويندد بفتواهم. وهو يرفض رفضا قاطعا التفجيرات الانتحارية ويعتبر قتل غير المقاتلين كما هو الحال دائما ممنوع. ووفقاً لـ القادري، فإن أعضاء تنظيم الدولة الإسلامية، وتنظيم القاعدة، أنهم جماعات غير إسلامية غير مؤهلة تنتهك التعاليم الإسلامية الأساسية. وينتقد الإيديولوجية الوهابية في المملكة العربية السعودية، التي يعتقد أنها تعطي المتطرفين ذريعة لاهوتية لتطرفهم وعنفهم.
نظم في يونيو 2015 احتجاجًا ضد داعش في مركز مدينة دبلن حيث أطلق إرشادات لمنع التطرف بين المسلمين الأيرلنديين.

## الظهور في وسائل الإعلام
القادري هو العالم الإسلامي الوحيد الذي تمت مقابلته في «معنى الحياة». The Meaning of Life هو برنامج تلفزيوني ديني إيرلندي، بث على قناة RTÉ One. قدمها غاي بيرن، ويتضمن البرنامج مقابلة شخصيات عامة بارزة. كما ظهر القادري على قناة تي في 3 وآر تي إي للتلفزيون والراديو في العديد من المناسبات التي أجريت مقابلات معهم حول إصدارها للمسلمين في أيرلندا. كما ظهر القادري في العديد من القنوات التلفزيونية في جميع أنحاء العالم، كما تم الكتابة عنه في العديد من الصحف الدولية.

## المؤتمرات والندوات
حضر القادري العديد من المؤتمرات والندوات. ومن أبرزها كان في كلية ترينيتي في دبلن، وجامعة واشنطن، وجامعة برشلونة، وجامعة غالواي، وجامعة دبلن سيتي، ومجلس العموم في المملكة المتحدة.

## روابط خارجية
- Al-Mustafa Islamic Cultural Centre
- The future of Islamic Ireland
- ISLAMIC LEADER LAUNCHES ANTI-RADICALISATION WEBSITE IN WIT
- Irish Muslim Cleric launches anti radicalisation website
- Islamic community to fight against radicalisation of Irish Muslim Youth
- Muslim cleric in Ireland acknowledges "problem of extremism"